# Kmart
Kmart (ibland stavat som K-Mart) var tidigare en av världens största detaljhandelskedjor med butiker i USA, Puerto Rico, Amerikanska Jungfruöarna och Guam (som för tillfället har den största Kmart-butiken). Kmart grundades som SS Kresge Corporation av Sebastian Spering Kresge år 1899, men själva Kmart-kedjan grundades först 1962. Det var en gång den tredje största detaljhandelskedjan i världen, efter Walmart och Target Corporation. 2005 köpte Kmart-kedjan upp Sears och tillsammans grundade de Sears Holdings Corporation. I januari 2011 fanns det totalt 1 307 Kmart-butiker världen över. Idag finns det 3 stycken Kmart butiker kvar i världen.